# Francis James Carmody
Francis James Carmody (* 1907 in San Francisco; † 5. Dezember 1982) war ein US-amerikanischer Romanist und Mediävist.

## Leben und Werk
Francis J. Carmody studierte in Berkeley Französisch und Musik. Er schloss 1929 ab, ging für ein Jahr nach Europa und dann für zwei Jahre an die Harvard University zu Jeremiah Denis Matthias Ford und Charles Hall Grandgent. Dort promovierte er 1932 mit der Arbeit The Opéra-Comique en vaudevilles at Paris 1712-1764 und ging für eine Karriere als Hochschullehrer zurück an die University of California at Berkeley, wo der 1934 verstorbene Richard Thayer Holbrook zu vertreten war.
In Berkeley war Carmody Instructor (1932), Assistant Professor (1937), zuletzt Full Professor (1950). 1972 ließ er sich emeritieren. Er war Mitglied der Association Internationale des Etudes Françaises (AIEF).
Carmody war Ritter der Ehrenlegion (1952).

## Veröffentlichungen (Auswahl)
- Franco-italian sources of the Roncesvalles. New York 1934.
- mit Richard Thayer Holbrook: X-ray studies of speech articulations. Berkeley 1937.
- als Hrsg.: Physiologus latinus. Editions préliminaires, versio B. Paris 1939.
- als Hrsg.: Physiologus latinus versio Y. Berkeley / Los Angeles 1941.
- An X-ray-study of pharyngeal articulation. Berkeley 1941.
- als Hrsg.: Theorica planetarum Gerardi. Berkeley 1942.
- Quotations in the latin physiologus from latin bibles earlier than the vulgate. Berkeley 1944.
- The interrogative system in modern Scottish Gaelic. Berkeley 1945.
- als Hrsg.: Leopold of Austria, „Li Compilcacions de le science des estoilles“, books I-III. Berkeley 1947.
- Manx Gaelic sentence structure in the 1819 Bible and the 1625 Prayer book. Berkeley 1947.
- als Hrsg.: Brunetto Latini, Li livres dou tresor. Berkeley 1948, Genf 1975, 1998.
- als Hrsg.: Al-Bitrûjî, De motibus celorum. Critical edition of the Latin translation of Michael Scot. Berkeley 1952.
- mit Jules Romains, Marcel Brion und Richard Exner: Yvan Goll. Quatre études. Hrsg. von Claire Goll. Paris 1956.
- Arabic Astronomical and Astrological Sciences in Latin Translation. A Critical Bibliography. Berkeley / Los Angeles 1956.
- als Hrsg.: The Astronomical works of Thabit B. Qurra. Berkeley 1960, Frankfurt am Main 2006.
- als Hrsg.: Yvan Goll, Jean sans terre. Berkeley 1962.
- The Evolution of Apollinaire’s poetics 1901-1914. Berkeley 1963; Ann Arbor 1998.
- Iberic morphology. Berkeley 1969.
- Perceval le Gallois, roman du douzième siècle. Berkeley 1970.
- L’Espagne de Ptolémée. Toponymie pré-romaine. Etude linguistique. Berkeley 1973.
- Le Pèlerinage de Charlemagne. Sources et parallèles. Berkeley 1976.
- La Gaule des itinéraires romains. Berkeley 1977.
- L’Italie des géographes classiques. Berkeley 1979.
- La langue ibéro-basque. Berkeley 1980.
- Cinq essais sur l’occulte. L’alchimie, le Zohar, le Rig-Veda, le Zend-Avesta, Cu Chulainn. Berkeley 1981.
- Innovations in Averroes de Caelo. Berkeley 1982.
- als Hrsg.: Averrois Cordubensis commentum magnum super libro De celo et mundo Aristotelis ex recognitione Francis James Carmody. Hrsg. von Rüdiger Arnzen. Löwen 2003.